# 柴尔哈特圣伊万
柴尔哈特圣伊万万（匈牙利語：Cserhátszentiván）是匈牙利诺格拉德州所辖的一个村。总面积10.66平方公里，总人口152，人口密度14.3人/平方公里（2011年1月1日）。